# 自動車大競走 (1922年)
1922年（大正11年）11月の自動車大競走（じどうしゃだいきょうそう）は、日本の東京市洲崎において開催された四輪自動車レースである。日本自動車競走大会の第1回大会にあたる。

## 概要
1930年代まで開催されることになる日本自動車競走大会の第1回大会であり、しばしば「日本における最初の（本格的な）自動車レース」に位置付けられる（諸説あり）。当時も「日本初の自動車レース」という触れ込みで開催された。
主催者である報知新聞社（報知新聞）による宣伝が奏功し、当日は3万人とも5万人とも言われるほどの観客が来場した。
しかし、警察の横槍により複数台を同時に走らせて競走させることはできず、1台ずつタイムアタックを行って競うタイムトライアル形式での開催となった。（→#レース内容）

### 開催に至る経緯
1922年（大正11年）2月、米国で自動車事業を営んでいた藤本軍次が帰国した。藤本は米国における1910年代の自動車産業の発展を目の当たりにしていたことから、日本でも自動車産業を発展させるには自動車レースの開催が不可欠だと考えていた。そうして、藤本は日本の自動車関係者たちに働きかけるとともに、報知新聞社の賛同も得て、本大会の開催にこぎつけた。
この第1回大会を開催するにあたっては、警視庁（内務省）に許可申請を行ったところ、「もっと社会的地位のある人を連れてこい」と言われたため、経済学者の大田正孝に仲介してもらうなどの苦労があった。警察とは当日も開催形式を巡って悶着が生じることになる。（→#警察による横槍と開催形式の変更）

## 会場
1921年（大正10年）にかけて造成された洲崎埋立地（洲崎第1埋立地）が開催地となった。開催当日の天気は良かったものの、関係者からは「不完全極まるトラック」（下記の論評）と評され、コースの劣悪さは以降の大会でも問題として抱え続けることになる。
会場となった洲崎埋立地には小栗常太郎の小栗飛行学校が置かれており、普段は飛行場として使用されていた。
洲崎は当時の東京市電の東の終点となっており、会場へのアクセスは良かった。

## 参加者・参加車両
参加車両について、『日本自動車工業史稿』の記述に基づいて屋井三郎のマーサー、内山駒之助のチャルマー、藤本軍次のハドソン、関根宗次のプレミアの「4台」が参戦したとされていたが、2000年代以降の調査研究では、マーサー、ハドソンのほか、テルコ・ビッドル、スチュードベーカー、フランダー、ロコモビル、オークランドを加えた「7台」が参加したとされている（下表を参照）。
大会の2日前に報知新聞に掲載された出場者8名には内山駒之助、関根宗次、丸山哲衛の名はなく、参加は直前に決まったと考えられている。内山は出場するよう自分が誘われたのは開催前日だと述べている。

### 運営関係者
- 大会名誉会長: 山川良三（陸軍大佐）[19][20]
- 審判長: 小林吉次郎（アンドリュース・アンド・ジョージ商会）[4][6][19][21]
- 審判:野澤三喜三、屋井三郎[4][21]

### エントリーリスト
| 車番※ | ドライバー       | ライディングメカニック | 車両               | 車両               | 補足 |
| 車番※ | ドライバー       | ライディングメカニック | 登録名             | 実際の車両         | 補足 |
| ----- | ---------------- | ---------------------- | ------------------ | ------------------ | --- |
| 1     | 諫早不二雄       | 林武蔵                 | ビッドル号         | テルコ・ビッドル   | 野澤三喜三の立川工作所（テルコ）の車両。第5レースのみ諫早に代わって杉本がドライバーを務めている。 |
| 1     | 杉本（名前不明） | 林武蔵                 | ビッドル号         | テルコ・ビッドル   | 野澤三喜三の立川工作所（テルコ）の車両。第5レースのみ諫早に代わって杉本がドライバーを務めている。 |
| 2     | 屋井三郎         | 関根宗次               | マーサー号         | マーサー           | この車両は1915年の自動車大競走会に際して日本に持ち込まれた車両で、野澤三喜三が買い取り、さらに屋井が野澤から買い取った。 関根は第2回以降はドライバーとして名を馳せることになるが、この大会では屋井の助手として参加した。 |
| 2     | 伊達秀造         | 関根宗次               | マーサー号         | マーサー           | この車両は1915年の自動車大競走会に際して日本に持ち込まれた車両で、野澤三喜三が買い取り、さらに屋井が野澤から買い取った。 関根は第2回以降はドライバーとして名を馳せることになるが、この大会では屋井の助手として参加した。 |
| 4     | 藤本軍次         | 伊藤季九郎             | ケース号           | ハドソン           | この「ケース号」は藤本が9月に下関～東京間で行った急行列車との競走に使用した車両。 |
| 5     | 森屋縫之助       | 沢野健次郎             | フランダー号       | （不明）           | 森屋、沢野はライオン商会の人物。 |
| 6     | 森田捨次郎       | 松岡晋                 | ロコモビル号       | ロコモビル         | 森田はライオン商会の人物。 |
| 7     | 丸山哲衛         | 菅原敏雄               | オークランド号     | オークランド       | |
| 8     | 内山駒之助       | 齊藤猛雄               | スツードベーカー号 | スチュードベーカー | 内山はタクリー号の設計者。当時は自動車修理業をしていたが、レース前日に藤本軍次から電話で連絡があり、急遽参戦した。 |
| 出典: |                  |                        |                    |                    | |

- ※ カーナンバー（車番）については明示された記録は確認されていないが、当時の『報知新聞』の記事で「(一)ビッドル (二)マーサー (三)マーサー (四)ケース (五)ハップ (六)ロコモビル (七)オークランド」となっており[18]、それに基づいて番号を振っている。これはドライバーの姓のいろは順であり、欠番となっている「3」に該当するのは事前の広告で名がある「矢野勤弥」ということになる[注釈 7]。レース前日に参加を打診されて急遽参加することになった内山はその限りではなく、この大会における内山のカーナンバーが8だったことは当時の写真からも推定されている[23]。

## レース内容

### 予定していた開催形式
元々は、下記の形式で開催される予定だった。
- 第1レースから第3レース: 3マイル（3周）の予選レース。
- 第4レース: 10マイル（10周）。第3レースまでの1着と2着によるレース。
- 第5レース: 10マイル（10周）。第3レースまでの3着以下によるレース。
- 決勝レース: 25マイル（25周）。各レースの上位者によるレース。この勝者が優勝者となる。

### 警察による横槍と開催形式の変更
しかし、開始直前に警視庁が「2台以上の同時走行はまかりならん」と主張したため、主催者である報知新聞社との間で悶着が生じることになる。
いつまで経ってもレースが始まらず、集まった観衆が主催者に詰め寄る事態となり、報知新聞社の企画部長である煙山二郎は表向きは「練習」という扱いにして開催を進めることを決断する。
この決断は主催者と警察のやり取りを見ていた観衆から喝采を浴びたが、複数の自動車による同時スタートはできなかったため、やむなく1台ずつ1分おきにスタートするタイムトライアルとして開催された。
このような開催形式となったため、この大会を「日本における最初の自動車レース」と呼んでよいかは疑問の余地もあると指摘されている。

### レース結果
| 回 (距離) 1周＝約1マイル | 1着        | 1着                | 1着    | 2着        | 2着          | 2着    | 3着        | 3着          | 3着    |
| 回 (距離) 1周＝約1マイル | ドライバー | 車両の登録名       | タイム | ドライバー | 車両の登録名 | タイム | ドライバー | 車両の登録名 | タイム |
| ------------------------ | ---------- | ------------------ | ------ | ---------- | ------------ | ------ | ---------- | ------------ | ------ |
| 第1回 (3マイル)          | 内山駒之助 | スツードベーカー号 | 4:43   | 諫早不二雄 | ビッドル号   | 4:52   | 森屋縫之助 | フランダー号 | 6:43   |
| 第2回 (3マイル)          | 藤本軍次   | ケース号           | 4:03   | 屋井三郎   | マーサー号   | 4:07   | 森田捨次郎 | ロコモビル号 | 4:13   |
| 第3回 (10マイル)         | 丸山哲衛   | オークランド号     | 15:35  | 諫早不二雄 | ビッドル号   | 16:15  |            |              |        |
| 第4回 (10マイル)         | 内山駒之助 | スツードベーカー号 | 15:15  | 藤本軍次   | ケース号     | 15:37  |            |              |        |
| 第5回 (5マイル)          | 森田捨次郎 | ロコモビル号       | 7:13   | 杉本       | ビッドル号   | 7:42   |            |              |        |
| 出典:                    |            |                    |        |            |              |        |            |              |        |

- 10マイルのタイムアタック（第4回）で内山が最速の15分10秒台を出したことが内山に優勝カップを贈る決め手となった[3]。

### レース結果の扱い
レースは行われなかったが、優勝者に贈られる「報知杯」の立派な優勝トロフィーを用意していたため、協議の結果、内山駒之助に贈られた。これは内山の業績を踏まえたもので、内山はタクリー号の開発者で日本の自動車業界の先駆者であることや、この大会におけるタイムも優れていたことが考慮された。

## レース後
後日、藤本のハドソン（ケース号）に興味を持った山階宮武彦王は藤本らを自邸に招き、同車とともに参内した藤本らは武彦王から同車について下問を受けた。